# Merritt Moore
Merritt Moore (Los Angeles, 24 februari 1988) is een Amerikaanse balletdanseres en natuurkundige. In 2018 werd zij vermeld in de lijst '30 under 30' van Forbes. Ook staat zij genoemd in 'Top Ten College Women' van Glamour Magazine, in 'Top 5 inspiring women in science you need to know'.
Naast haar werk is ze actief om jongens en meisjes te enthousiasmeren voor een carrière in zowel de wetenschap als de kunsten.

## Balletdanser
Als balletdanser is ze lid van het Zürich Ballet, Boston Ballet, English National Ballet en London Contemporary Ballet Theatre.

## Natuurkundige
Merrit studeerde tussen 2006 en 2011 natuurkunde aan de Harvard Universiteit. Hierna behaalde ze in 2017 haar PhD in kwantumfysica aan de Universiteit van Oxford. Ze is gespecialiseerd in atomaire- en laserfysica.

## Varia
- Moore doet mee aan het BBC Two programma "Astronauts: Do you have what it takes?".[3]
- Ze heeft een hoofdstuk in het boek Goodnight Stories for Rebel Girls 2.